# Strobilanthes dalhousianus
Strobilanthes dalhousianus är en akantusväxtart som beskrevs av C. B. Cl.. Strobilanthes dalhousianus ingår i släktet Strobilanthes och familjen akantusväxter. Inga underarter finns listade i Catalogue of Life.